# إميلين إس. بورلنغيم
إميلين إس. بورلنغيم (بالإنجليزية: Emeline S. Burlingame)، اسمها لاحقًا إميلين إس. بورلنغيم تشيني؛ (22 سبتمبر 1836 - 25 فبراير 1923) كانت محررة أمريكية، مبشرة ومناصرة لحق المرأة في التصويت. خدمت لسبع سنوات رئيسة للاتحاد النسائي المسيحي العالمي للامتناع عن المسكرات في ولاية رود آيلاند، وكانت أول رئيسة لجمعية التبشير النسائية التابعة للكنيسة المعمدانية الحرة. كانت واعظة مُعتمدة، ومندوبة ثلاث مرات في المؤتمر المعمداني الحر الذي يُعقد كل ثلاث سنوات. شغلت بورلنغيم وظائف عديدة في مجال المنشورات الدينية، بما في ذلك، محررة لمجلة ذا ميشونيري هيلبر لمدة ثماني سنوات.
كان لبورلنغيم دور فعال في تأمين الحظر الدستوري لولاية رود آيلاند في الفترة ما بين عامي 1884-1887. كانت مناديةً بحق الاقتراع، وكتبت منشورًا، «نداء إلى الجمعيات التبشيرية النسائية لحث نساء الكنيسة لدعم حق المرأة في التصويت كخطوة نحو عمل تبشيري أكثر كفاءة»، طبعته الجمعية الوطنية الأمريكية للمطالبة بحق المرأة في الاقتراع ووزعته على الجمعيات التبشيرية.

## السنوات الأولى والتعليم
ولدت إيملين ستانلي ألدريتش في يونيون فيليدج التي كانت في سميثفيلد بولاية رود آيلاند (نورث سميثفيلد حاليًا) في 22 سبتمبر عام 1836. كان والداها ويلينغتون ألدريتش وسيليست أنجيل ألدريتش (1811-1885).
قضت حياتها قبل زواجها في بروفيدنس (رود آيلاند). التحقت بمدرسة بروفيدنس الثانوية في سن الثانية عشرة، وتخرجت في سن الخامسة عشر، ثم بدأت التدريس، وحصلت على ما يكفي من المال للالتحاق بمدرسة رود آيلاند العادية (كلية رود آيلاند حاليًا) لسنة واحدة. تفوقت في الأعمال التي كانت تتطلب ذاكرة قوية وفي التأليف والتلاوة. ذهبت بعربة في رحلتها الأولى خارج بلدتها الأصلية إلى بوسطن عندما كانت في الخامسة عشرة من عمرها. وبعد ذلك بعامين، ذهبت بالقطار إلى مدينة نيويورك. كانت هذه أحداث عظيمة.
قبل أن تبلغ من العمر ثلاث سنوات، بدأت والدة بورلنغيم تأخذها إلى كنيسة روجر ويليامز؛ وإلى مدارس الأحد والكنيسة في الصباح ومرة أخرى إلى الكنيسة في فترة ما بعد الظهر. عندما كانت في الخامسة عشرة من عمرها، سألها مدرسها في مدارس الأحد إذا لم تكن مستعدة لتصبح مسيحية. صرحت قائلةً: «فكرت في الحال أنه لا يجب أن أصبح مسيحية في المستقبل، بل يجب أن أصبح كذلك في اللحظة الحاضرة». اتخذت القرار وتعمدت في أبريل عام 1851، من قبل القس إيلي نوييس، العائد من الهند، وراعي كنيسة روجر ويليامز. أكملت قائلةً: «فتحت كنيسة روجر ويليامز أبوابها لمناصري الحركات المناهضة للعبودية وحركات الامتناع عن المسكرات وتأمين الحياة الأفضل للنساء. بينما قلة من كنائس الطوائف الأخرى فعلت ذلك».

## المهنة

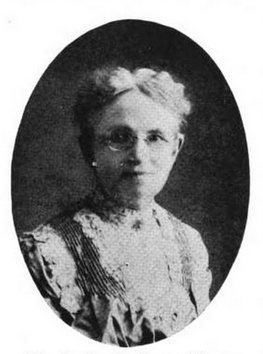
إميلين إس. بورلنغيم تشيني

بعد الانتهاء من تعليمها، درّست لمدة خمس سنوات. في يوم عيد الشكر، نوفمبر عام 1859، تزوجت من لوثر راوسون بورلنغيم، خريج جامعة براون، صف عام 1857، من بنسلفانيا. عاش السيد والسيدة بورلنغيم لمدة عامين في ويلزبورو، بنسلفانيا، حيث كان السيد بورلنغيم مديرًا للأكاديمية، وست سنوات في وايتسبورو، نيويورك، حيث كان السيد بورلنغيم أستاذًا للغتين اليونانية واللاتينية في المدرسة المعمدانية الحرة، ثم سبع سنوات في دوفر، نيوهامشير. أصبح السيد بورلنغيم وكيل النشر في مؤسسة النشر المعمدانية الحرة. في دوفر، بدأت حياتها العامة في الكتابة والتحدث. نشرت مقالات في مجلات مورنينغ ستار، وليتل ستار، وذا ميرتيل، لتصبح محررة لهذه الأخيرة خلال الفترة المتبقية من إقامتها في دوفر.

## وصلات خارجية
- أعمال أو نبذة عن إميلين إس. بورلنغيم على أرشيف الإنترنت